# Ria Van Landeghem
Pour les articles homonymes, voir Van Landeghem.
Ria Van Landeghem, née le 19 septembre 1957 à Saint-Nicolas (Sint-Niklaas) (Flandre orientale), est une ancienne athlète belge, spécialiste des courses de longue distance.
Elle a participé à des courses sur route et à des marathons et a notamment représenté la Belgique aux Jeux olympiques d'été de 1984 à Los Angeles, terminant à la 21e place du marathon.

## Palmarès

### Victoires
- 1984 : marathon de Stockholm – 2:34.13
- 1987 : cross de Hannut
- 1988 : Twin Cities Marathon (en) (Minneapolis-Saint Paul) – 2:28.11
- 1991 : 20 km de Bruxelles